# Kahit Isang Saglit
Kahit Isang Saglit é uma telenovela filipina produzida e exibida pela ABS-CBN, cuja transmissão ocorreu em 2008.

## Elenco
- Jericho Rosales - Francisco 'Rocky' Santillan, Jr.
- Carmen Soo - Margaret 'Garie' Hang-Li
- Christopher de Leon - Dir.Gen. Anthony Mondragon
- Albert Martinez[3] - Ronaldo Dimaandal
- Cristine Reyes - Alona Mondragon
- Soosan Hoh - Eunice Hang-Li
- Louisa Chong - "Popo" Jenny Hang-Li
- Malou de Guzman - Auntie Marian Santillan
- Isabel Rivas[4] - Vivian Mondragon